# Brown Hotel
El Brown Hotel es un hotel histórico de 16 pisos en el centro de Louisville, Kentucky, Estados Unidos, ubicado en la esquina de la Cuarta y Broadway. Contiene 294 habitaciones y más de 24.000 ft² de espacio para reuniones. También contiene amenidades especiales, como un gimnasio y tres restaurantes. Está inscrito en el Registro Nacional de Lugares Históricos. Es miembro de Historic Hotels of America, el programa oficial del National Trust for Historic Preservation.

## Historia
El hotel, que contó con 600 habitaciones, salones de baile, tiendas, salas de reuniones y restaurantes, fue diseñado por Preston J. Bradshaw e inaugurado en 1923, solo 10 meses después de que comenzara la construcción. El hotel costó $ 4 millones y fue financiado y propiedad de James Graham Brown, un empresario local que quería competir con The Seelbach Hotel a pocas cuadras de la calle. El hotel se convirtió rápidamente en una parte central de la creciente economía del centro de Louisville y de la vida social de los lugareños.
En 1926, el chef del hotel, Fred K. Schmidt, presentó el sándwich Hot Brown, que consistía en un sándwich de pavo abierto con tocino y una delicada salsa Mornay. El Hot Brown se hizo bastante popular entre los lugareños y visitantes por igual. El sándwich ha aparecido en varios programas sobre cocina regional, como el documental de PBS de 2002 Sandwiches That You Will Like y un episodio de 2011 de Man v. comida
Muchas personas famosas han visitado el hotel en el pasado y en el presente. David Lloyd George, ex primer ministro del Reino Unido, fue la primera persona en firmar el registro de invitados, y la reina María de Rumanía también visitó. A la famosa soprano Lily Pons se le permitió llevar consigo a su mascota, el león, que deambulaba libremente por su habitación. El actor Victor Mature era ascensorista en el hotel antes de hacerse famoso; perdió su trabajo después de abandonar su puesto en el ascensor y dejar una simple nota para poder ir a bailar con una chica durante una de las muchas fiestas en la azotea del hotel.

La entrada de Broadway al Hotel Brown.

A James Winkfield, un jockey negro que ganó dos Derbys de Kentucky, se le negó la entrada en la puerta principal en 1961.
La combinación de la Prohibición y la Gran Depresión provocó tiempos difíciles para el hotel a principios de la década de 1930. El Brown dejó de pagar su préstamo y el banco amenazó con ejecutarlo. Se pidió a los empleados que trabajaran durante períodos sin pago, y el Brown solo pudo permanecer abierto debido a la voluntad de los empleados de hacerlo.
Cuando la inundación de 1937 azotó Louisville, el primer piso del Brown se inundó. Aunque no había electricidad, el hotel permaneció abierto y muchas personas cuyas casas quedaron sumergidas se quedaron en el hotel. Un residente recordó: "Estábamos remando por Broadway y allí estaba The Brown Hotel. Las puertas estaban abiertas y el lugar estaba lleno de agua, así que remamos nuestro bote en una puerta, pasamos por el vestíbulo y salimos remando por otra". Se registra que Elmer H. Weck, un botones del hotel en este momento, atrapó un pez de dos libras en el vestíbulo. Posteriormente, el pescado se montó y se colgó en el vestíbulo del hotel durante varios años. WAVE radio, ubicada en el piso 15, fue la única estación de radio que permaneció en funcionamiento en sus propias instalaciones durante la inundación.
Como gran parte del resto de la nación, la recuperación económica comenzó en la preparación para la Segunda Guerra Mundial. Miles de soldados que pasaban por Fort Knox se quedaban en el área y el hotel se llenaba con frecuencia. La semana del Derby de Kentucky fue y sigue siendo la semana más exitosa de todos los años, celebridades como el duque de Windsor, Harry Truman, Elizabeth Taylor, Joan Crawford, Gene Autry, Eva Marie Saint y Muhammad Ali se han hospedado aquí durante este tiempo.
A medida que la ciudad declinó en las décadas de 1960 y 1970, la fortuna de The Brown también disminuyó. Aunque se gastaron $ 1.5 millones en 1965 para modernizar el Brown y otro hotel del centro, la asistencia siguió siendo baja. Luego, el 20 de marzo de 1969, murió James Graham Brown, lo que a su vez condujo a un mayor declive del hotel y en 1971, después de los déficits financieros, The Brown cerró. El edificio se vendió a las Escuelas Públicas de Louisville y se convirtió en la sede del sistema escolar de la ciudad. Cuando las escuelas de los condados de Louisville y Jefferson se fusionaron en 1975, el nuevo sistema escolar utilizó el Centro educativo VanHoose de las escuelas del condado como su sede y el Centro educativo Brown albergaba otras oficinas administrativas escolares.
La ciudad de Louisville comenzó a realizar muchos movimientos para revitalizar el centro de la ciudad en la década de 1980. Como parte de este proyecto se formó el "Grupo Broadway", que adquirió The Brown de las Escuelas Públicas del Condado de Jefferson y comenzó su renovación en 1983. Las escuelas afectaron el edificio, sin embargo, las grandes salas públicas se salvaron y pudieron salvarse. Tras la restauración del hotel se reabrió como Hotel Hilton. En 1993, el hotel fue comprado por Camberley Hotel Company, quien avanzó en la restauración y devolvió el hotel a su antiguo esplendor, aunque la habitación Bluegrass, que alguna vez fue de dos pisos, se convirtió en una habitación de una sola planta con otras tres salas de reuniones en el techo. Otra alteración realizada en el hotel fue la demolición de la pared divisoria en todas las demás habitaciones, duplicando así el tamaño de cada habitación y llevando el hotel de 600 habitaciones a las 293 habitaciones actuales. Después de que se completaron las restauraciones y modificaciones, Camberley vendió el hotel a su propietario actual, 1859 Historic Hotels LTD con sede en Galveston, Texas, en 2006.

## En la cultura popular
The Brown sirvió como ubicación para numerosas escenas en la película Elizabethtown de 2005, dirigida por Cameron Crowe.